# John Allsebrook Simon
John Allsebrook Simon, 1. vikomt Simon (28. února 1873 Manchester, Anglie – 11. ledna 1954 Londýn, Anglie) byl britský státník a právník. Třicet let byl poslancem Dolní sněmovny, původně patřil k liberálům, později vedl Liberální národní stranu. Zastával vysoké funkce v justiční správě, v meziválečném období byl ministrem zahraničí (1931–1935), vnitra (1935–1937) a financí (1937–1940). Od roku 1940 byl s titulem vikomta členem Sněmovny lordů.

## Životopis

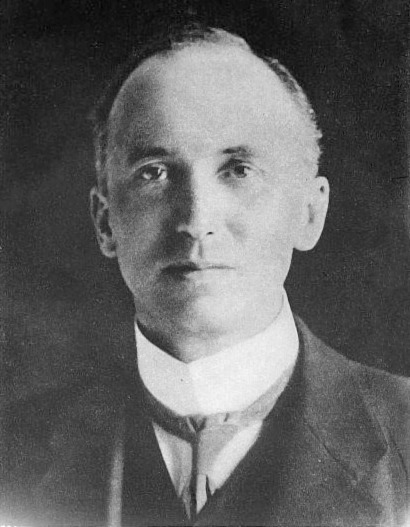
Sir John Simon jako ministr vnitra (1916)

Pocházel z Manchesteru, kde se narodil jako jediný syn pastora Edwina Simona (1843–1920). Středoškolské vzdělání získal na soukromé internátní škole v Edinburghu, poté získal stipendium ke studiu v Oxfordu. Po absolvování univerzity se postupně vypracoval v jednoho z nejlepších obhájců, od mládí vynikal spíše logickým myšlením než jako řečník. V letech 1906–1918 byl členem Dolní sněmovny za stranu liberálů, v roce 1908 byl jmenován královským justičním radou (King's Counsel) a krátce poté vstoupil do vlády jako nejvyšší státní zástupce (solicitor general, 1910–1913) a korunní právní zástupce (attorney general, 1913–1915; v obou funkcích následoval R. Isaacse), od roku 1913 byl též členem Tajné rady. Jako odpůrce vstupu Británie do první světové války zvažoval odchod z vlády, ale v Asquithově koaliční vládě se nakonec stal ministrem vnitra (1915–1916). Na protest proti vojenským odvodům odstoupil z funkce po půlroce a postupně přešel do opozice proti liberálům. Jako dobrovolník se poté krátce aktivně zúčastnil války a dosáhl hodnosti majora, ale v roce 1918 ztratil poslanecký mandát, do parlamentu se nedostal ani v doplňovacích volbách v roce 1919.
Po první světové válce se vrátil k advokátní praxi a jako obhájce vydělával ročně desetitisíce liber. Od roku 1922 byl znovu poslancem Dolní sněmovny, ale kvůli klesajícímu vlivu Liberální strany a svému vlastnímu postavení dobře placeného advokáta zvažoval odchod z politiky. Později byl členem několika vládních komisí zabývajících se problematikou v Indii (v letech 1927–1930 byl předsedou komise pro indické školství). V roce 1931 s několika dalšími bývalými liberály založil Liberální národní stranu, která inklinovala ke konzervativcům. V rekonstruované MacDonaldově vládě se stal ministrem zahraničí (1931–1935) a v této funkci se snažil eliminovat vzrůstající vliv fašistických mocností. Byl kritizován mnohými současníky, kteří v něm viděli výborného analyzátora situace, ale neschopného nabídnout řešení. V Baldwinově vládě přešel na post ministra vnitra (1935–1937), zároveň byl místopředsedou Dolní sněmovny. Jako ministr vnitra sehrál důležitou úlohu v době abdikační krize Eduarda VIII.
Ve funkci ministra financí (kancléř státní pokladny, 1937–1940) se stal blízkým spolupracovníkem premiéra N. Chamberlaina. Snažil se omezit výdaje na zbrojení na nejvyšší možnou míru, postupně ale musel přistoupit ke zvyšování daní a cel. Když byly po Mnichovské dohodě oslabeny Chamberlainovy pozice, Simon zvažoval, že pod jiným premiérem by se znovu mohl stát ministrem zahraničí. V Churchillově koaliční vládě obdržel méně významný justiční post lorda kancléře (1940–1945), nebyl ani členem užšího válečného kabinetu. V roce 1940 byl povýšen na vikomta a vstoupil do Sněmovny lordů. V roce 1945 po Churchillově porážce ve volbách rezignoval na post lorda kancléře, následující premiér C. Attlee jej pak odmítl nominovat jako britského zástupce k mezinárodnímu tribunálu v Norimberku s ohledem na jeho předválečné působení ve funkci ministra zahraničí. Simonova Národně liberální strana v té době otevřeně podporovala konzervativce, ale Churchill odmítl fúzi obou stran. V druhé Churchillově vládě v roce 1951 již Simon nezískal žádnou funkci.
Během své kariéry získal Řád britského impéria (1919), velkokříž Řádu Hvězdy Indie (1930) a Viktoriin řád (1937).

## Soukromý život
John Simon byl dvakrát ženatý, s první manželkou Ethel Venables (1872–1902) měl tři děti, zemřela krátce po narození syna Gilberta. Podruhé se oženil za první světové války v Paříži s Kathleen Harvey (1863–1955), vdovou po lékaři Thomasu Manningovi. Syn z prvního manželství John Gilbert Simon, 2. vikomt Simon (1902–1993), pracoval za druhé světové války na ministerstvu dopravy. Posledním představitelem rodu byl Jan David Simon, 3. vikomt Simon (1940–2021) po jehož smrti dne 15. srpna 2021 vikomství zaniklo.
Jeho sídlem byl venkovský zámeček De Lisle Manor v hrabství Oxfordshire, který koupil v roce 1911 a později jej rozšířil o západní křídlo.